# Ariany
Ariany és un municipi mallorquí situat al centre-est de l'illa i que pertany a la comarca del Pla. Limita amb els municipis de Maria de la Salut, Santa Margalida, Petra i Sineu. Constituí el seu Ajuntament el 1982 en segregar-se de Petra, després de dues temptatives frustrades el 1925 i el 1949.

## Etimologia
El topònim d'Ariany apareix documentat al Llibre del Repartiment sota la forma Arian. Hom ha assenyalat sovint la semblança amb el nom d'Ariant, una possessió al terme de Pollença, que també apareix al Repartiment, aquesta amb la forma Hyrian. Hom ha proposat que tots dos puguin venir del nom de persona llatí Arīānus, derivat d'Arīus, significant 'la propietat d'Arius'.

## Població
La població d'Ariany és de 1.018 habitants, tots concentrats en una única entitat de població i coneguts com a arianyers. Els llinatges més corrents a Ariany són Mestre, Ribot, Bauçà (Bauzá), Samsó (Sansó), Font i Genovard.
Degut a la seva constitució relativament recent, l'INE només disposa de dades des de 1991. Llavors Ariany comptava amb una població de 853 habitants. Aquest nombre va davallar un 10% a la dècada següent, per després anar creixent fins a l'actualitat.

## Història
Al terme hi ha força jaciments d'època prehistòrica, entre els quals destaca el de la Cova de la Canova d'Ariany, una cavitat natural amb enterraments pretalaiòtics que fou de gran importància per l'estudi d'aquesta cultura. A l'època islàmica era una alqueria que feia part del juz de Yiynau-Bitra. Després del Repartiment romangué de la part reial i el principal beneficiari fou Pere de Portugal.
L'alqueria d'Ariany fou una possessió i senyoria de la família Cotoner que romangué fins al segle xvi com a possessió; fou aquest segle que els senyors començaren a parcel·lar les terres de la propietat. La vila té l'origen a les cases conegudes com a l'Alberg.
Després de la guerra de Successió aparegué el Marquesat d'Ariany, creat per Felip V en agraïment al suport de la família Cotoner, principals propietaris del poble. Marc Antoni Cotoner i Sureda Vivot, el primer marquès d'Ariany, va dur de Madrid una imatge de la Mare de Déu d'Atocha, la qual arribà a desplaçar la devoció cap a l'antiga imatge de la Mare de Déu de les Neus.
Segons l'Arxiduc, entre 1870 i 1890 tenia 137 cases i 515 habitants. El 1935 l'església esdevengué parròquia i se'n delimità el terme parroquial, el qual serví per traçar el nou terme municipal quan se segregà de Petra el 1982.

## Política
L'actual batle és Joan Ribot Mayol (Proposta per les Illes), i ho és d'ençà de 2007 després que ho fos, durant vint-i-quatre anys, Antoni Pascual Ribot, d'UM (el predecessor de l'actual Proposta per les Illes). No hi ha hagut mai pactes electorals, atès que sempre hi ha hagut majories absolutes.

## Llocs d'interès
- Església parroquial de Nostra Senyora d'Atotxa.
- S'Auberg i El Camí de Sa Marquesa, casa que donà origen al nucli de població.
- Ca ses Monges, el convent de les monges franciscanes, situat en el número 2 del carrer Major.
- Pou Bo, pou públic probablement d'època islàmica, situat a 300 metres al sud del nucli urbà, en el camí de Son Gibert o de Petra.

## Festes locals
- 17 de gener, Sant Antoni
- Darrer dissabte de juliol. Fira nocturna
- Darrer diumenge de juliol. Festa de la independència municipal
- Darrer diumenge d'agost, Mare de Déu d'Atotxa, patrona del municipi de 1717 ençà